# Boríték

A klasszikus boríték a záró oldal felől nézve

A boríték rendszerint vékony anyagból készülő, vékony tárgyak (levelek, rövid írások) borítására használatos csomagolóeszköz.
A leggyakoribb a papírból készült postai boríték, amely rombusz, téglalap vagy deltoid alakú papírból hajtogatható össze. A csúcsok behajtásával születik meg a boríték, melynek egyik oldala egyenletes felületű, a túloldalán pedig a négy behajtott csúcs egy keresztet rajzol ki. Az egyik csúcs a csomagolás érdekében leragasztatlanul hagyható, de lehetséges csak az egyik él mentén egy vékony csík felhajtásával a csomagolást megnyitni.

## Ismertető
Ha a fülek behajtási sorrendjében az utolsót a boríték rövidebb oldalán kell behajtani, akkor a gyártók általi megnevezése zseb. Ez arra utal vissza, hogy eredetileg ilyen módon magvakat csomagoltak be. A füleket ilyenkor a közös pontban viasszal vagy ragasztóval rögzítik, de általánosan elterjedt, hogy a hajtások során létrejövő átfedéseket teljes egészében ragasztják. Ezeket a borítékokat tipikusan valamilyen kézbesítő postai rendszerben küldött levelezésre használják.

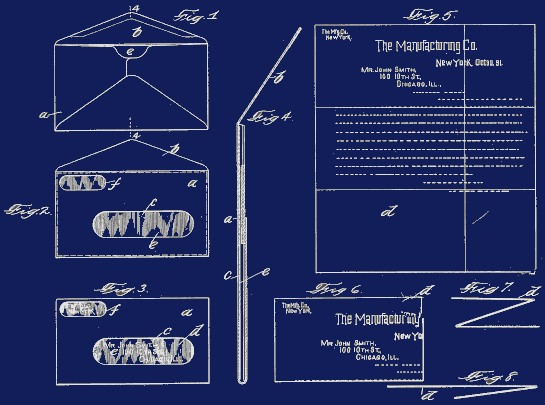
Callahan szabadalma az ablakos borítékra

Az ablakos borítékot Americus F. Callahan találta fel 1901-ben.
 
Ezeken egy kis nyílás van vágva a fülekkel ellentétes oldalon, amit vékony fólia vagy film fed be. Az ablak lényege, hogy a levél címzettje az ablakon keresztül olvasható megfelelő hajtogatás esetén, így nem kell azt a borítékon megismételni. A szabadalmat rá a következő évben adták ki. 1905-ben Európában az ablakot forró olajjal alakították ki, ami a papírt áttetszővé tette, így a címzett olvashatóvá vált. Az ablak méretére nincsenek nemzetközi szabványok, bár helyileg, például Németországban vagy az Egyesült Királyságban szabályozzák.
Speciális fajta az aerogram, azaz légi távirat, ami olyan levélpapírt jelent, ami borítékká hajtható össze, így a küldemény tömege csökkentett lesz a hagyományos boríték-levél pároshoz képest. Ez különösen légiposta esetén hasznos újítás. A kézzel készített borítékok is tekinthetőek aerogramnak, mivel a belső felületük egyben információhordozó is lehet.
A borítékot Sir Rowland Hill a brit posta reformja során a Penny Posta részeként egy rombusz alakú levélpapírként értelmezte. 
Ezt nevezték Mulready-nek. Szükség esetén a borítékba egy további levélpapírt is lehetett tenni, feltéve, hogy a boríték és a levél együttes tömege nem lépte át a 14 t-ot. Erre a korábbi rendszertől örökölt díjszabás alapján egy penny díjat kellett fizetni.
Az amerikai polgárháború során tapétákból is készítettek borítékot a pénzügyi nehézségek miatt.
A borítékba egyes esetekben egy "válaszborítékot" tesznek, ezt a hivatali levelezésben és némely esetekben üzleti vagy ügynöki levelezésben használják. A válaszboríték kisebb méretű, mint a tartalmazó boríték, és általában előre meg van címezve. Újabban a boríték maga átformázható válaszborítékká, ezzel papírt spórolva meg. A reklámügynökségek előszeretettel élnek a válaszboríték rendszerével, mivel az megkönnyíti az ügyfelekkel való kapcsolattartást.
A borítékokat az 1840-es évekig kézzel készítették. Mindegyiket egyedileg vágták ki a kívánt méretben egy papírívből, így rengeteg hulladék termelődött. 1840-ben George Wilson szabadalmaztatta a tesszaláció nevű eljárást, aminek révén a papírívből nagy mennyiségű egybevágó borítékmintát lehetett kivágni. A keletkező hulladék mennyisége csökkent, ezzel a borítékok előállítási költsége csökkent. A következő lépés Edwin Hill és Warren de la Rue szabadalma volt. Ez egy olyan gőzgép leírása, ami a borítékokat nem csak kivágja a papírból, de automatikusan össze is hajtogatja a kívánt formára, majd a ragasztást is elvégezni. (A mechanikus gumírozásra a lezáró fülön még várni kellett.) Mivel az előre elkészített borítékok kényelmesebbek voltak, mint a hagyományos, kézzel készült borítékok, az utóbbiak gazdasági jelentősége fokozatosan elhalványult.
A papírból készült borítékok további előnye, hogy rajtuk könnyen és olcsón helyezhetőek el grafikai elemek, amelyek egyedivé teszik a levelezést. Ezt nagyon sok kis és nagy vállalkozás kihasználja reklámcélokra. Újabban az ilyen borítékokkal a levélművészet foglalkozik.
Manapság az évente gyártott mintegy 400 milliárd boríték túlnyomó többsége gépi gyártású.

## Története

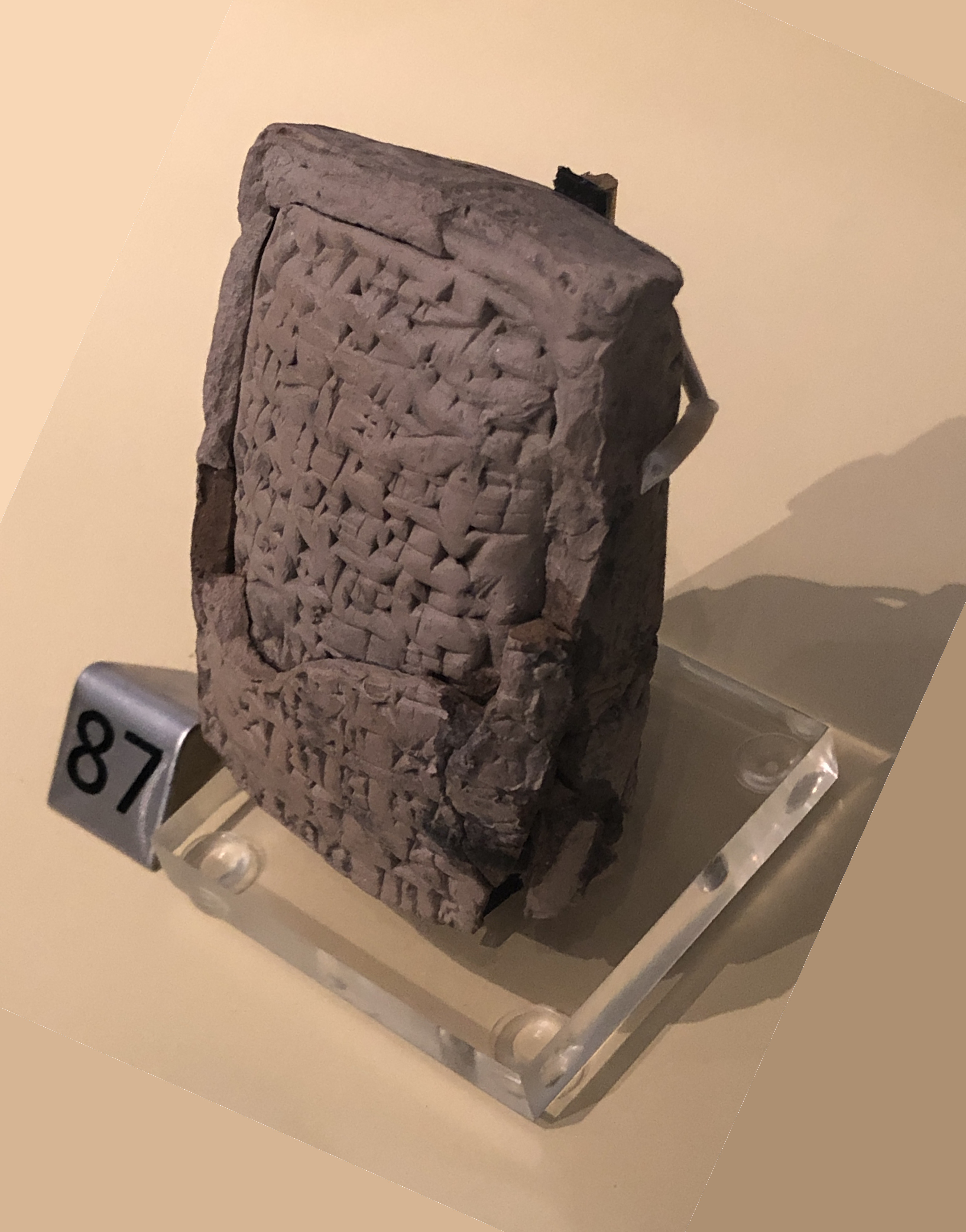
Agyagtábla tokban. A boríték és a levél őse az ókori Babilóniából

A boríték ősével már az ókor kezdeti időszakában is találkozhatunk. A sumerek egyes agyagtábláikat helyzeték egy agyagból készült tokba, hogy a sérüléseknek elejét vegyék a szállítások során. Ilyen tokokat 1901-ben Jacques de Morgan és 1907-ben Roland de Mecquenem találtak először.
Miután az i. e. 2. században felfedezték a papírt, a kínai nép elkezdte a boríték ősének tekinthető papírtokba csomagolni a pénzt és egyes ajándékokat. Ezeket chih poh néven ismerjük. A déli Szong dinasztia idején a császárok a birodalmi hivatalnokoknak szént pénzbeli juttatásokat borítékba zárták.

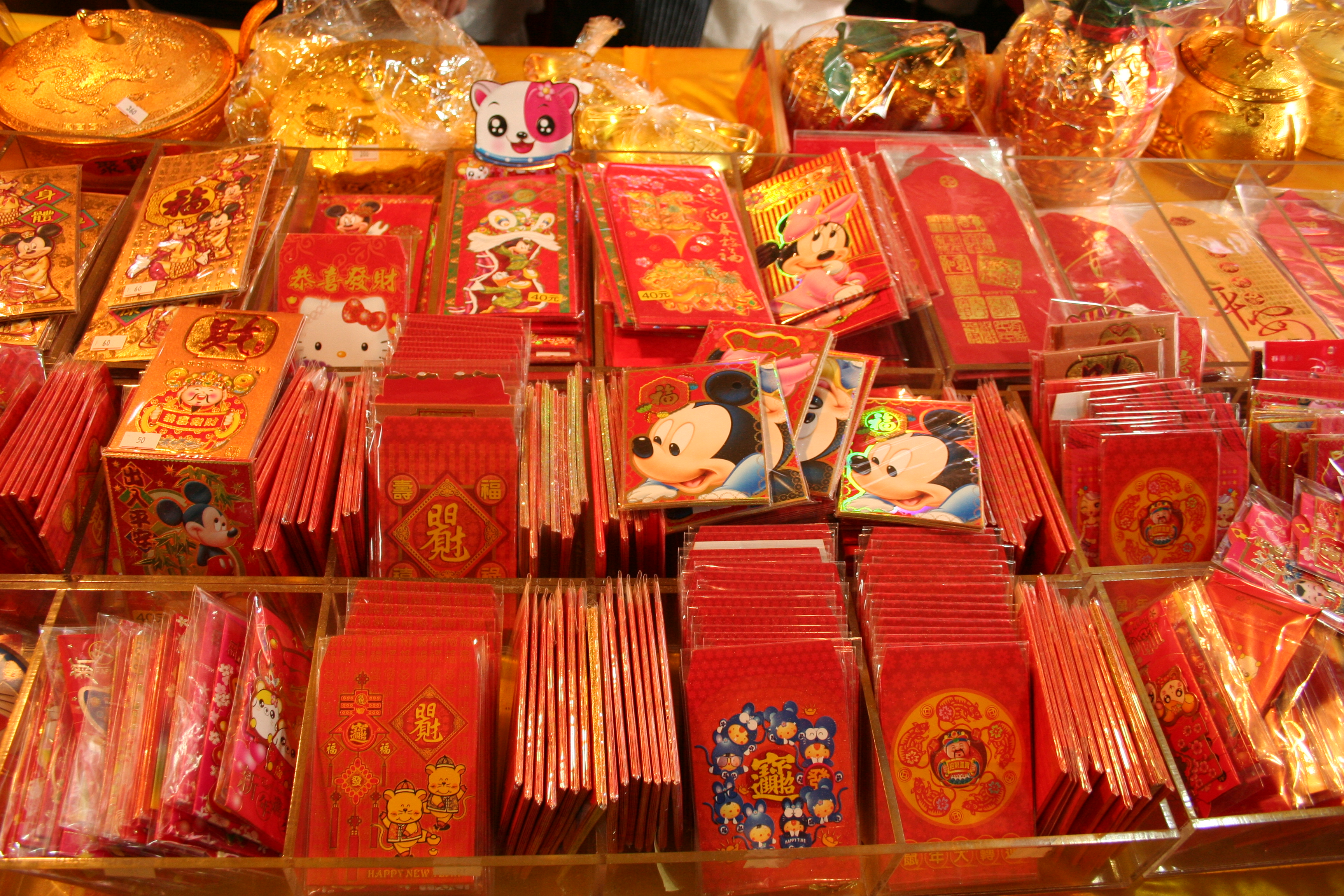
Vörös borítékok a pénzbeli ajándékok számára

1845 előtt kizárólag kézzel készített borítékok léteztek, mind kereskedelmi, mind háztartási célokra. 1845-ben aztán egy benyújtott szabadalomnak hála már gépi borítékhoz is hozzá lehetett jutni. Az első borítékok még nem emlékeztettek a ma ismertekre. A gép a papírt rombusz alakúra vágta, majd elsimította, így készen állt a téglalappá hajtogatásra. Az éleket tapadós anyaggal kenték be a kivágott alakzat átfedésein, majd a rögzítést már a felhasználó végezte el. A boríték szimmetrikus elrendezése és az egymást fedő fülek lehetővé tették, hogy a legfelső lap csúcsrészénél mindössze egy kevés pecsétviasz segítségével lezárható legyen. A lezáráshoz alkalmazott ragasztót csak mintegy ötven évvel később kezdték a boríték füleire felvinni.
A borítékpapír rombusz alakjának eredete jelenleg vita tárgya. Mindenesetre ez az alak egy rendezettebb és tisztább változat ahhoz képest, mintha egy papírlapot hajtogatnánk a levélküldemény köré. Az alak feltehetőleg a felhasznált papír mennyiségének optimalizálása során alakult ki. Az alak egyetlen hátulütője, hogy a papírgyárakban a téglalap alakú papírok gyártása a hagyományos, így a rombuszt csak vágással és hajtogatással lehet kialakítani. A hagyományos papírméretekhez illeszkedő rombuszok is lényegesen nagyobbak, mint a készíthető papírívek mérete.
A hajtogatott boríték a 19. század elején a népesség azon része körében volt népszerű, akiknek volt ideje nekiülni a méretre vágás és hajtogatás nemes feladatának. A boríték széles körű elterjedését a brit posta okozta, amikor Rowland Hillt bízta meg a bevezetésével. A szolgáltatás 1840 májusában indult el előre nyomtatott borítékokkal és öntapadós bélyegekkel (ez a nevezetes Penny Black). A nyomtatást Jacob Perkins eljárásával végezték. A borítékokat tucatjával csomagolva árusították, a vágásukat azonban még a közre bízták. A borítékokat a kor tekintélyes művésze, William Mulready készítette, azonban az árut hamarosan vissza kellett vonni, mert nevetségessé tette a kor közvélekedése. Ugyanakkor azonban nyilvánvalóvá vált a zárható boríték és a felragasztható bélyeg előnye. Az illusztrált boríték tehát elbukott, de a rombusz alakú csomagolóanayag túlélte a bukást, és a szükséges idő és keletkező hulladék ellenére mindenki számára könnyen elérhetővé vált.
1845-ben Hill bátyja, Edwin és Warren de la Rue szabadalmaztatták a borítékvágó gépet. Mára ezen gépek gyártása egy lényeges ipari tényező. A vágókarokat kereszt-sárkány és gyémánt alakban gyártják. Előbbivel a zsebes borítékokat készítik, azaz azokat a borítékokat, amiknek a zárófüle a rövidebb oldalon van, utóbbival a hagyományos, pénztárca stílusúakat.

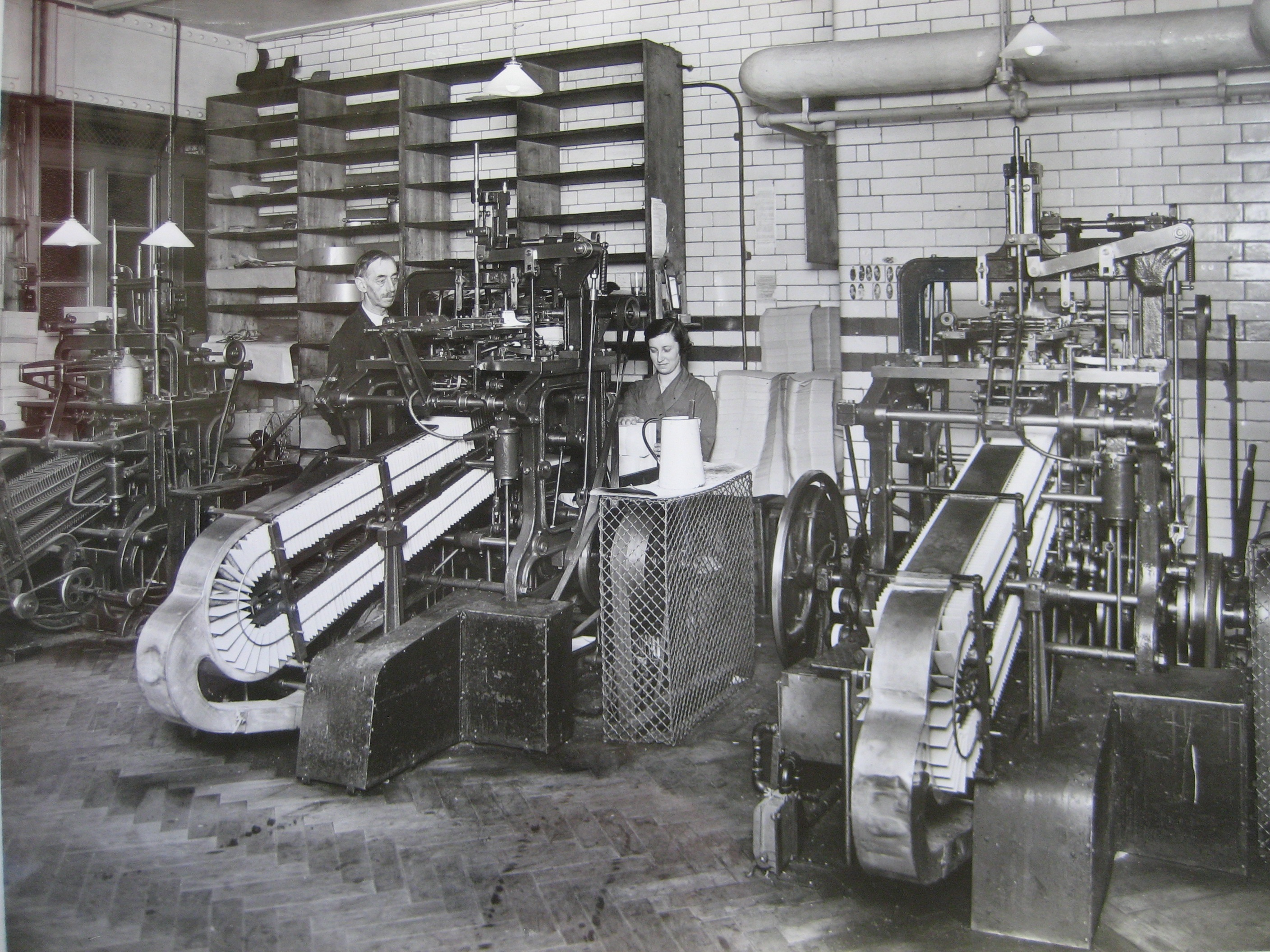
Borítékvágó gépek az 1930-as években

A legismertebb papírkészítő gép a Fourdrinier. Ez a cellulózt feldolgozott állapotban veszi fel, majd hálósítja, és végül a kész papírt tekercsekké gyűjti össze. Eközben a tekercset felvágják, hogy nagyszámú, a Gutenberg nyomda óta a nyomdászathoz kapcsolt téglalap alakú papírívet kapjanak.
A mai napig minden, papírra nyomtató és többszöröző gép, beleértve az 1990-es évekig használt írógépet is, téglalap alakú papírok feldolgozására van optimalizálva. Az ipari papíríveket a köznapi feldolgozások érdekében a jól ismert, szabványosított méretekre (ISO, A/4, US Letter stb.) tagolják. Ezeket használják aztán a mindennapos nyomdászati feladatokban.
A boríték papírja, bár téglalap alakú, a hajtogatás miatt változó vastagságú, így rá nyomtatni ügyességet és gyakorlatot kíván a nyomdásztól. A kereskedelmi gyakorlatban csak a boríték előlapjára nyomtatnak, ezt overprinting (felülnyomtatás) néven ismerik. Ha a hajtogatott fülekre is kell kerüljön nyomtatás, a prinitng on the flat megjelölést (lapra nyomtatás) alkalmazzuk. A figyelemfelkeltő nyomatok, amiket főleg a Mulready írószerkekhez kapcsolhatók, főleg a direkt levelezéshez társulnak, ezek különösen a korai időkben bírtak művészeti értékkel is. Ezeknek a borítékoknak a propagandával közös történelme van, és a gyűjtők számára különös értékkel bírnak.

### Jelen és jövő
1998-ban a digitális nyomtatás forradalma lehetővé tette, hogy a borítékokat házilag lehessen nyomtatni. Ehhez a nyomtatókba a borítékot el kell tudni helyzeni, valamint a nyomtatónak a méretet ismernie kell. Az Egyesült Államok postaszolgálata a borítékra digitális jelölést tesz, amivel az öntapadós bélyeget válthatjuk ki. Ezt az Elektromos Bélyegelosztás (Electronic Stamp Distribution, ESD) rendszere teszi lehetővé. Így lehetővé vált, hogy a borítékokat házilag lássuk el nyomattal – például tájékoztatóval vagy reklámmal.
A kereskedelmi nyomtatás és a postai szolgáltatás kéz a kézben jár, és mindkettőhöz kötődik a borítékgyártás és a nyomdai szolgáltatások érintkező része. E négy ágazat egymással szimbiózisban van. Ennek eredményeképpen az információalapú megjelölés (information based indices, IBI) sokkolta a bélyegnyomdákat, mivel az általuk használt gépeket elavulttá tette a házi nyomtatás lehetősége, ami számos perre vezetett.
Az e-mail megjelenése további esést okozott a postai szolgáltatásokban. Ugyan számítani lehetett a borítékokra való igény csökkenésére, azonban a 2008-as jelentés szerint a vártnál erősebb esés következett be az elektronikus információcsere okán.
A jelenség alapvető oka a "hagyományokat lecserélő technológia" nevű folyamat. Ez az Egyetemes Postai Unió szempontjából kellemetlen, mivel az egy specializálódott nemzetközi szervezet, és egyben a kormányok számára egy bevételi forrás.

## Méretek
Az ISO 269 által meghatározott méretek:
| Formátum | Méretek (mm) | Méretek (in)      | AR   | Illeszkedő tartalomformátum |
| -------- | ------------ | ----------------- | ---- | --------------------------- |
| DL       | 110 × 220    | 4 1⁄3 × 8 2⁄3     | 2∶1  | 1⁄3 A4                      |
| C7       | 81 × 114     | 3 5⁄24 × 4 1⁄2    | √2∶1 | A7 (or 1⁄2 A6)              |
| C7/C6    | 81 × 162     | 3 5⁄24 × 6 3⁄8    | 2∶1  | 1⁄3 A5                      |
| C6       | 114 × 162    | 4 1⁄2 × 6 3⁄8     | √2∶1 | A6 (or 1⁄2 A5 or 1⁄4 A4)    |
| C6/C5    | 114 × 229    | 4 1⁄2 × 9         | 2∶1  | 1⁄3 A4                      |
| C5       | 162 × 229    | 6 3⁄8 × 9         | √2∶1 | A5 (or 1⁄2 A4)              |
| C4       | 229 × 324    | 9 × 12 3⁄4        | √2∶1 | A4                          |
| C3       | 324 × 458    | 12 3⁄4 × 18 1⁄24  | √2∶1 | A3                          |
| B6       | 125 × 176    | 4 11⁄12 × 6 11⁄12 | √2∶1 | C6                          |
| B5       | 176 × 250    | 6 11⁄12 × 9 5⁄6   | √2∶1 | C5                          |
| B4       | 250 × 353    | 9 5⁄6 × 13 11⁄12  | √2∶1 | C4                          |
| E4       | 280 × 400    | 11 1⁄24 × 15 3⁄4  | 10∶7 | B4                          |

## Borítékfajták

### Ablakos boríték

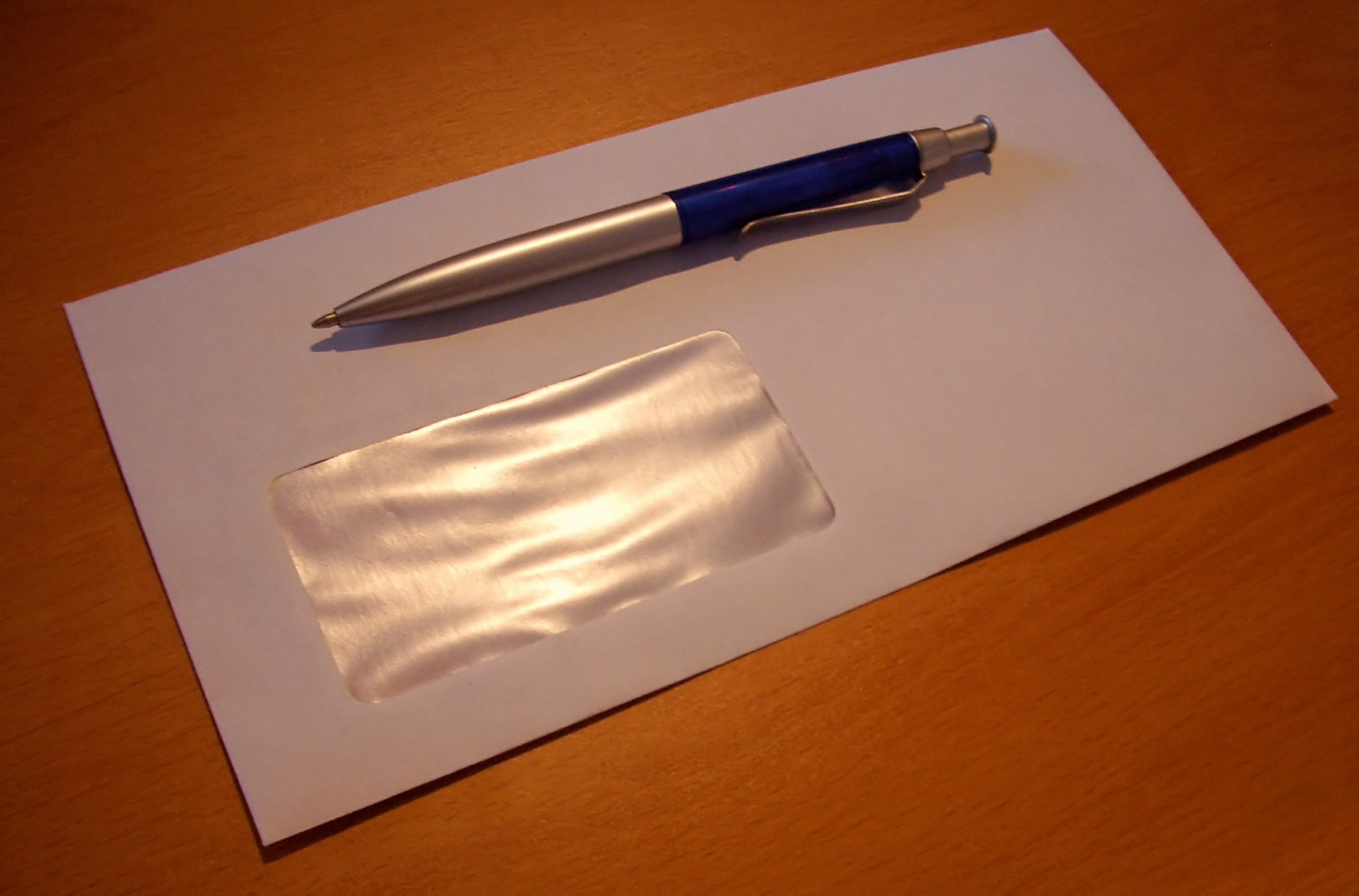
Ablakos boríték

Az ablakos boríték esetén a papír egy darabja általában téglalap formában ki van vágva, és a helyére egy vékony műanyag lap vagy pergamenpapír kerül. A műanyag használata hulladék újrahasznosítását megnehezíti.

### Biztonsági boríték
A biztonsági borítékok az illetéktelen betekintés elleni védelmet tartalmaznak. Tipikusan a nagy értékű termékek és fokozott biztonságú dokumentumok küldésére szolgálnak.
Egyes esetekben a boríték belsejét speciális mintázattal látják el, ami a tartalom elolvasását megnehezíti.

### Levelezőboríték

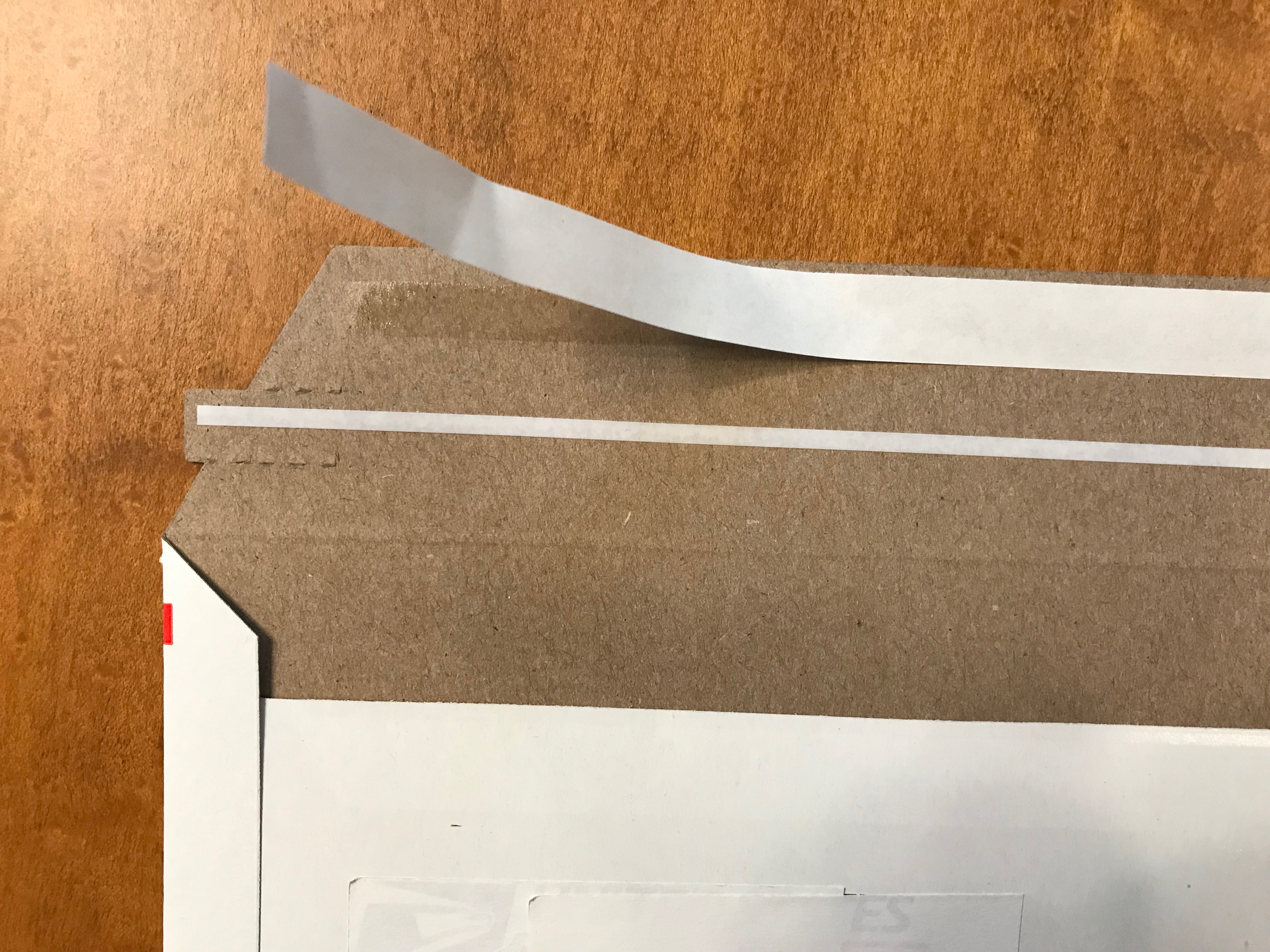
Levelezőboríték záró és nyitószalaggal

A levelezőborítékok tipikusan nagyméretű, a hagyományos papírra nyomtatott dokumentumokat összehajtás nélkül befogadni képes postai eszközök. Leggyakrabban a fuvarozók használják a fuvardokumentumok tárolására és küldésére. Jellemzően a végükön található egy nyílás, amire a zárófület ragasztószalaggal lehet ráhajtani, ezzel zárván a küldeményt. Többféle anyagból is készülhet:
- Papírlemez
- Farostlemez
- Polietilén
- Szövetlen anyagok

#### Bélelt boríték
Érzékeny, törékeny anyagok küldésére szolgáló boríték. A párnázás lehet újságpapír, műanyag hab vagy buborékfólia.

### Irodai boríték
Az Egyesült Államok szövetségi kormányhivatalai az SF65 szerinti borítékokat használják. Ezeket nem ragasztószalaggal, hanem fűzött zsinórral zárják le, valamint lyukasztott papírból készítik őket, így a tartalom részlegesen látható. A köznyelvi megnevezésük emiatt "Holey Joe" vagy "Shotgun". Mivel a borítékok újrahasznosíthatóak, a címzési módszer egyedülálló: a régi címzettet vastagon kihúzzák, és az új címzettet egy következő mezőbe írják. A használata kiveszőben van, mivel nem szerepel a szabványos borítékok listáján.

## Fordítás
- Ez a szócikk részben vagy egészben  az   Envelope című angol Wikipédia-szócikk ezen változatának fordításán alapul.  Az eredeti cikk szerkesztőit annak laptörténete sorolja fel. Ez a jelzés csupán a megfogalmazás eredetét és a szerzői jogokat jelzi, nem szolgál a cikkben szereplő információk forrásmegjelöléseként.